# I-55
I-55 (Interstate 55) — межштатная автомагистраль в Соединённых Штатах Америки длиной 964,25 мили (1551,81 км). Проходит по территории шести штатов от Лапласа (Луизиана) на юге до Чикаго на севере.
Участок между Чикаго и Сент-Луисом был построен как альтернативный маршрут для US 66. Она пересекает реку Миссисипи дважды: в Мемфисе, Теннесси и в Сент-Луисе, Миссури.

## История
Когда стала ясна необходимость национальной системы автомагистралей, законом о федеральном финансировании строительства автомобильных дорог 1956 года стала предусмотрена замена старой US 66 на I-55. I-55 была изначально построена в 1970-х для расширения части US 66 между I-294 и Гарднером (Иллинойс), преобразованной в 1960 году в шоссе и получивший указатели Interstate. В течение 1960-х годов I-55 был проложен по всему Иллинойсу, связав Сент-Луис и Чикаго и став четвёртой прямой трассой между ними. Южнее большая часть трассы была достроена в 60-х и 70-х годах. Полностью же вся трасса была завершена в 1979 году.

## Маршрут магистрали
| Штат  | миль   | км      |
| ----- | ------ | ------- |
| LA    | 65,81  | 105,91  |
| MS    | 290,41 | 467,37  |
| TN    | 12,28  | 19,76   |
| AR    | 72,22  | 116,22  |
| MO    | 210,45 | 338,69  |
| IL    | 313,08 | 503,85  |
| Всего | 964,25 | 1551,81 |

### Луизиана
В Луизиане I-55 тянется 106 км с юга на север от I-10 около Лапласа (40 км западнее Нового Орлеана) до штата Миссисипи неподалёку от города Кентвуд. Почти треть всей протяжённости на территории штата занимает Мост Мэнчек Свамп длиной 36 километров, являющийся седьмым по длине мостом в мире.

### Миссисипи
В штате Миссисипи автомагистраль проходит расстояние в 467 км от границы с Луизианой у города Осайка до города Саутхэйвен, располагающегося на границе с Теннесси южнее Мемфиса. В штате трасса проходит рядом или через такие города, как Мак-Комб, Джексон, и Гренада. В центре Миссисипи шоссе параллельно US 51.

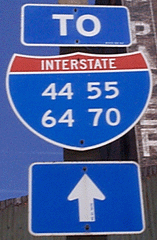
Указатель I-44/55/64/70 на шоссе в центре Сент-Луиса

13 км трассы от Эрнандо до границы с Теннесси совпадают с I-69.

### Теннесси
В Теннесси дорога проходит исключительно по территории города Мемфис, проходя по южным и западным частям города и обеспечивая автомобилистам объезд центра города, чтобы не ехать по I-240 и I-40 через центр через реку Миссисипи. Западная часть магистрали, проходящая через промышленный район, содержит многочисленные низкие мосты, а также очень плотный, на 270 градусов, разворот типа "клевер" в северном направлении на бульваре Крамп (Crump Boulevard). В настоящее время в Департаменте транспорта Теннесси есть проект по улучшению этой части трассы. Тяжёлые грузовики в этом месте направляются в Арканзас, то есть в объезд I-240 и I-40.
Для участка трассы в Теннесси максимальная скорость снижается с национального ограничения в 70 миль/ч (112 км/ч) до 65 миль/ч (104 км/ч).
I-255 - бывшая трасса I-240 между I-55 и I-40, проходящая через центр Мемфиса.

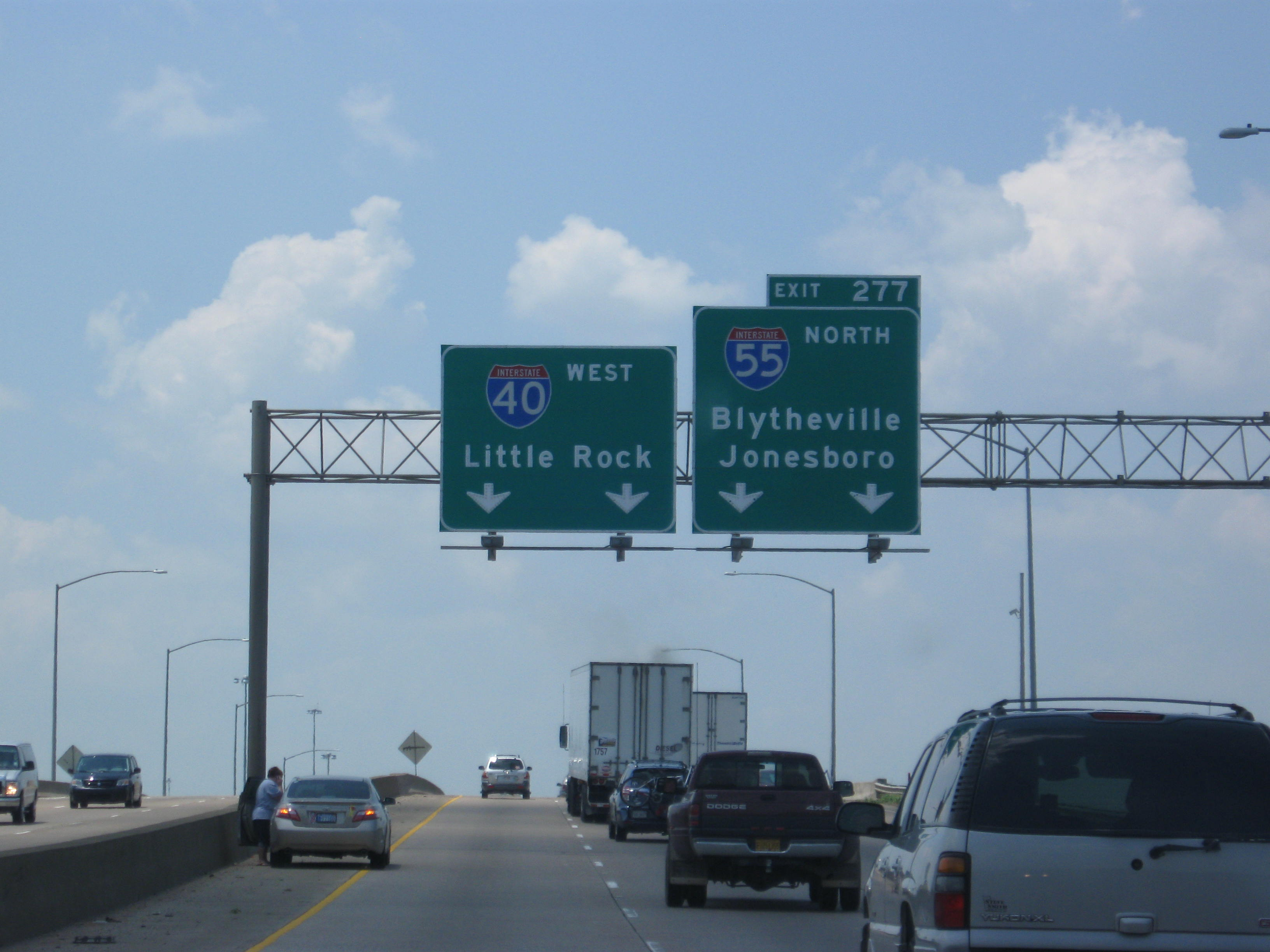
I-55 в Западном Мемфисе делится на I-40 и направляется в сторону Джонсборо и границы Миссури.

### Арканзас
После реки Миссисипи I-55 продолжается на территории Арканзаса. В городе Вест-Мемфис трасса объединяется с I-40 на 4,5 км, однако затем направляется на север, соединяясь с US 61, US 63 и US 64 до выхода US 64 через Марион. I-55/US 61/US 63 тянутся дальше на север через округ Криттенден через сельскохозяйственные фермы в Дельте Арканзаса, включая пересечение с будущими I-555/US 63 в Террелле. I-55 проходит через Блайтвилл, где пересекается с AR 18 перед входом Миссури. I-55 параллельна US 61 на своём пути через Арканзас, который он продолжает после своего пересечения с Миссури.

### Миссури
Проходит от юго-западной границы штата с Арканзасом до Сент-Луиса. В Сент-Луисе объединяется с I-44, а затем и с I-64 и I-70, после чего снова пересекает реку Миссисипи в штате Иллинойс.
Среди городов и населенных пунктов, обслуживаемых I-55 в штате, можно выделить Сикстон, Кейп-Жирардо и Сент-Луисе.
Как отмечалось выше, I-55 параллелен US 61 в течение большей части своего курса через Миссури, от границы Арканзаса в южной части округа Сент-Луис.

### Иллинойс

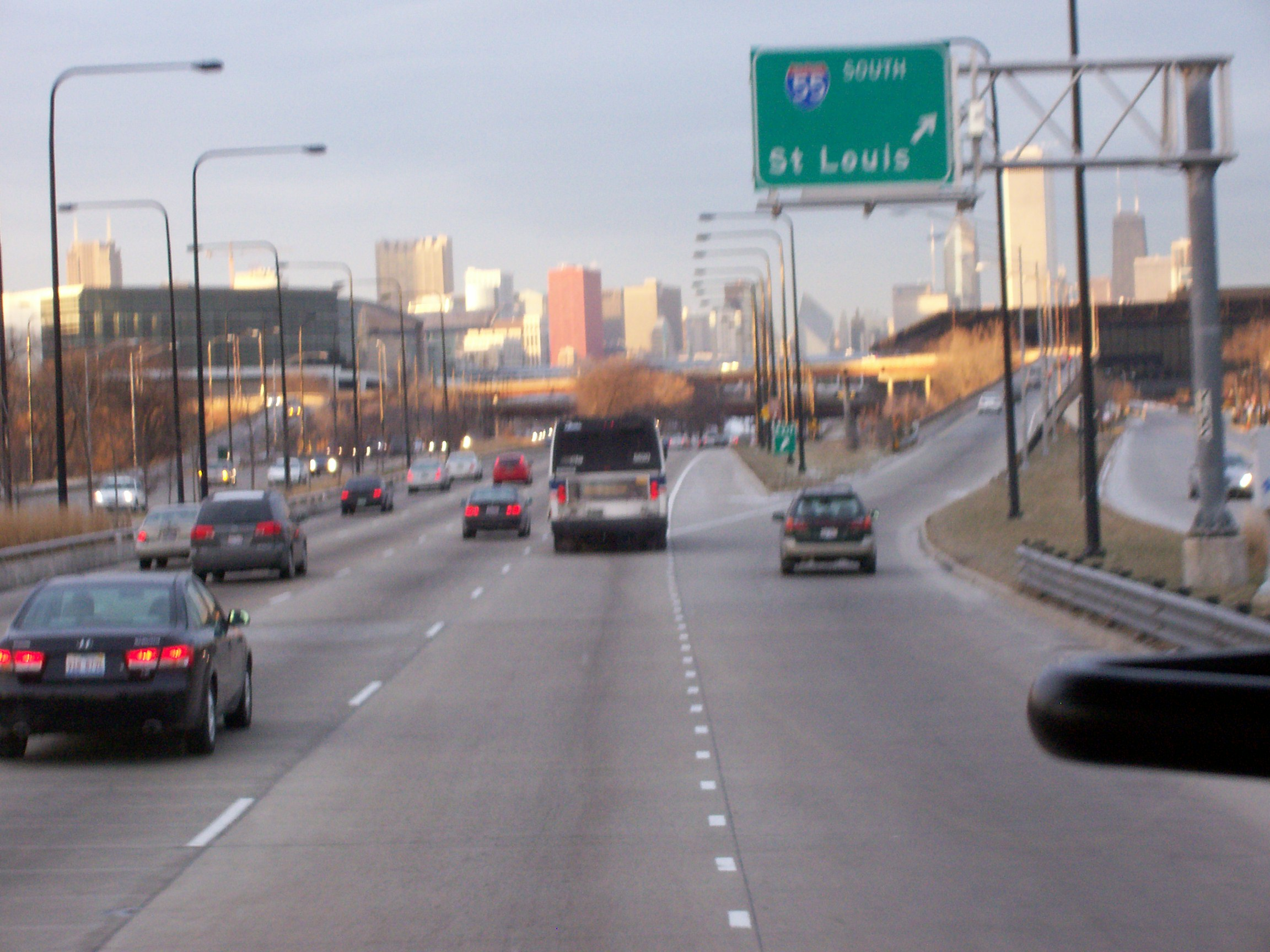
Северный конец трассы у Lake Shore Drive/US 41 в Чикаго

Проходит через несколько крупных городов Иллинойса, в частности, Ист-Сент-Луис, Эдуардсвилл, Литчфилд, Спрингфилд, Линкольн, Блумингтон, Понтиак и Джолит. Заканчивается в городе Чикаго.
Вблизи поселения Маклейн (округ Маклейн) расположен крупный Трак-стоп Dixie Travel Plaza.

## Основные пересечения
- (Южный конец трассы)  – Лаплас, Луизиана
- – Хаммонд, Луизиана
- – Джэксон, Миссисипи
- – Риджленд, Миссисипи
- – Эрнандо, Миссисипи
- – Мемфис, Теннесси
- – Западный Мемфис, Арканзас
- – Гаути, Миссури
- – Сикстон
- – Мелвилл, Миссури, южнее Сент-Луиса
- – Сент-Луис, Миссури
- – Сент-Луис, Миссури
- – Сент-Луис, Миссури
- – Коллинсвилл, Иллинойс
- – Глен-Карбон, Иллинойс
- – Спрингфилд, Иллинойс
- – запад Линкольна, Иллинойс
- – Блумингтон, Иллинойс
- – Блумингтон, Иллинойс
- – Джолиет, Иллинойс
- - Болингбрук, Иллинойс
- в Бурр-Ридж, Иллинойс
- в Чикаго
- (Северный конец трассы)  в Чикаго

## Вспомогательные трассы
- Съезд в Джонсборо -  (строится)
- Съезд в Пеория -
- Сент-Луис -
- В юго-западных пригородах Чикаго -

## Внешние ссылки
- Route Log and Finder List - Interstate System: Table 1. FHWA. Дата обращения: 7 октября 2007. Архивировано 11 мая 2012 года.